# NGC 7127
NGC 7127 ist ein offener Sternhaufen im Sternbild Cygnus.
Das Objekt wurde am 25. September 1829 von John Herschel entdeckt.